# 章晓雯
章晓雯（1989年2月24日—），上海人，中国女子国际象棋棋手、女子特级大师。
章晓雯于2009年夺得亚洲国际象棋锦标赛女子冠军，并晋升为女子特级大师。2011年，获得全国国际象棋锦标赛女子冠军。同年，她作为中国队的成员参加了在土耳其马尔丁举行的世界国际象棋团体锦标赛并夺得女子团体冠军。